# Obac de Sota Casa
L'Obac de Sota Casa és una obaga del terme municipal de Gavet de la Conca, al Pallars Jussà, dins de l'àmbit de l'antic poble de Bonrepòs. És a l'extrem sud del terme municipal, al nord del santuari de la Mare de Déu de Bonrepòs, en els vessants septentrionals del Serrat Gros.